# Trichomauesia
Trichomauesia is een kevergeslacht uit de familie van de boktorren (Cerambycidae). De wetenschappelijke naam van het geslacht werd voor het eerst geldig gepubliceerd in 2010 door Dalens, Giuglaris & Tavakilian.

## Soorten
Trichomauesia is monotypisch en omvat slechts de volgende soort:
- Trichomauesia touroulti Dalens, Giuglaris & Tavakilian, 2010